# Bertil Nordström
Nils Bertil Nordström, född 26 maj 1929 i Gävle Staffans församling i Gävleborgs län, död 24 augusti 2013 där, var en svensk militär.

## Biografi
Nordström avlade officersexamen vid Krigsflygskolan 1951 och utnämndes samma år till fänrik i flygvapnet 1951, där han befordrades till löjtnant 1953. Han tjänstgjorde vid Utbildningsavdelningen i Flygstaben från 1960, gick Stabskursen vid Flygkrigshögskolan, befordrades till kapten 1961, tjänstgjorde vid Tredje flygeskadern 1962–1964, befordrades till major 1964, tjänstgjorde vid Bråvalla flygflottilj från 1964, studerade vid Försvarshögskolan och befordrades till överstelöjtnant 1968. Åren 1969–1975 tjänstgjorde han vid staben i Östra militärområdet: som chef för Luftoperationsavdelningen 1969–1973 och som chef för Sektion 1 1973–1975. Han befordrades till överste 1975, varpå han var chef för Flygvapnets krigsskola 1975–1976 och chef för Upplands flygflottilj 1976–1978. År 1978 befordrades han till överste av första graden, varefter han var chef för Operationsledning 3 i Försvarsstaben 1978–1980. Nordström befordrades till generalmajor 1980, varpå han var stabschef vid staben i Övre Norrlands militärområde 1980–1983 och chef för Första flygeskadern 1983–1990.
Bertil Nordström gifte sig med Inga Hjördis och tillsammans fick de tre barn. Han är begravd på Gamla kyrkogården i Gävle.

## Utmärkelser
- Riddare av första klass av Svärdsorden, 15 november 1968.[4]